# Poustevník (Šluknovská pahorkatina)
Poustevník (neoficiálně též Špičák, původně německy Spitzberg nebo Spitzenberg) je kopec s nadmořskou výškou 456 m nacházející se mezi Novou Vískou a Horní Poustevnou (části obce Dolní Poustevna) v Ústeckém kraji.

## Přírodní poměry
Vrch náleží ke geomorfologickému celku Šluknovská pahorkatina, jeho okrsku Šenovská pahorkatina a podokrsku Mikulášovická pahorkatina. Na severu sahají svahy k Novovíseckému potoku, na východě k Lučnímu potoku a na jihu k Frohnbachu. Voda z vrchu je odváděna do Lučního potoka, který patří k povodí Labe a úmoří Severního moře. Geologické podloží tvoří dvojslídý hybridní granodiorit, vrcholová část je složena z bazanitu až tefritu. Na jihovýchodním svahu se nachází starý lom. Převažujícími půdními typy jsou dystrická a modální mesobazická kambizem, ve vrcholové části modální eutrofní ranker. Vyšší polohy a severovýchodní svah jsou porostlé smíšeným lesem.

## Turistika
K vrcholu vede odbočka ze zelené turistické stezky spojující Horní Poustevnu s hraničním přechodem na Nové Vísce. Na vrchol se pořádá od roku 1992 novoroční turistický výstup. Základ této tradice položil starosta Dolní Poustevny Jan Hoke (1935–1998).

## Kříž
Roku 1696 nechal neznámý donátor vztyčit na vrcholu kopce kovaný kříž. Nejpozději od poloviny 18. století se na vrchu v den svátku Nejsvětější Trojice slavila poutní mše. Roku 1853 původní kříž zničil blesk. Nový nechal zhotovit sedlák Franz Anton Hentschel ze statku čp. 30. Roku 1866 jej poničilo pruské vojsko, ale v následujícím roce byl kříž znovu postaven. Kříž vydržel až do roku 1946, kdy byl zcela odstraněn. V roce 2013 nechalo město Dolní Poustevna zhotovit repliku kříže. Podstavec nese nápis: Herz Jesu unsere Auferstehung und unser Leben erbarme dich unser (v překladu: Srdce Ježíšovo, naše vzkříšení a náš živote, smiluj se nad námi).

## Galerie

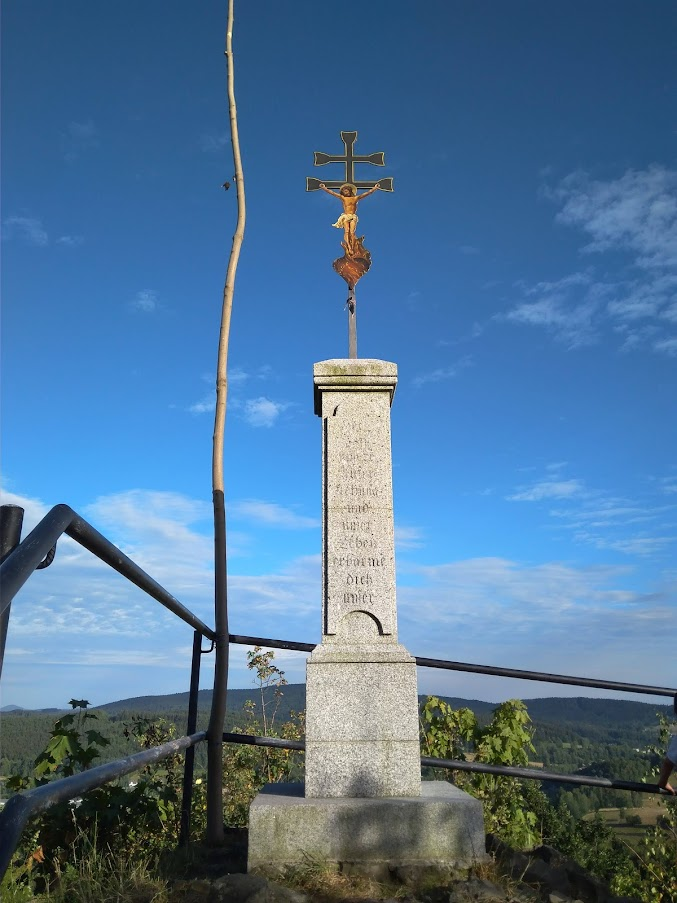
Kříž na vrcholu
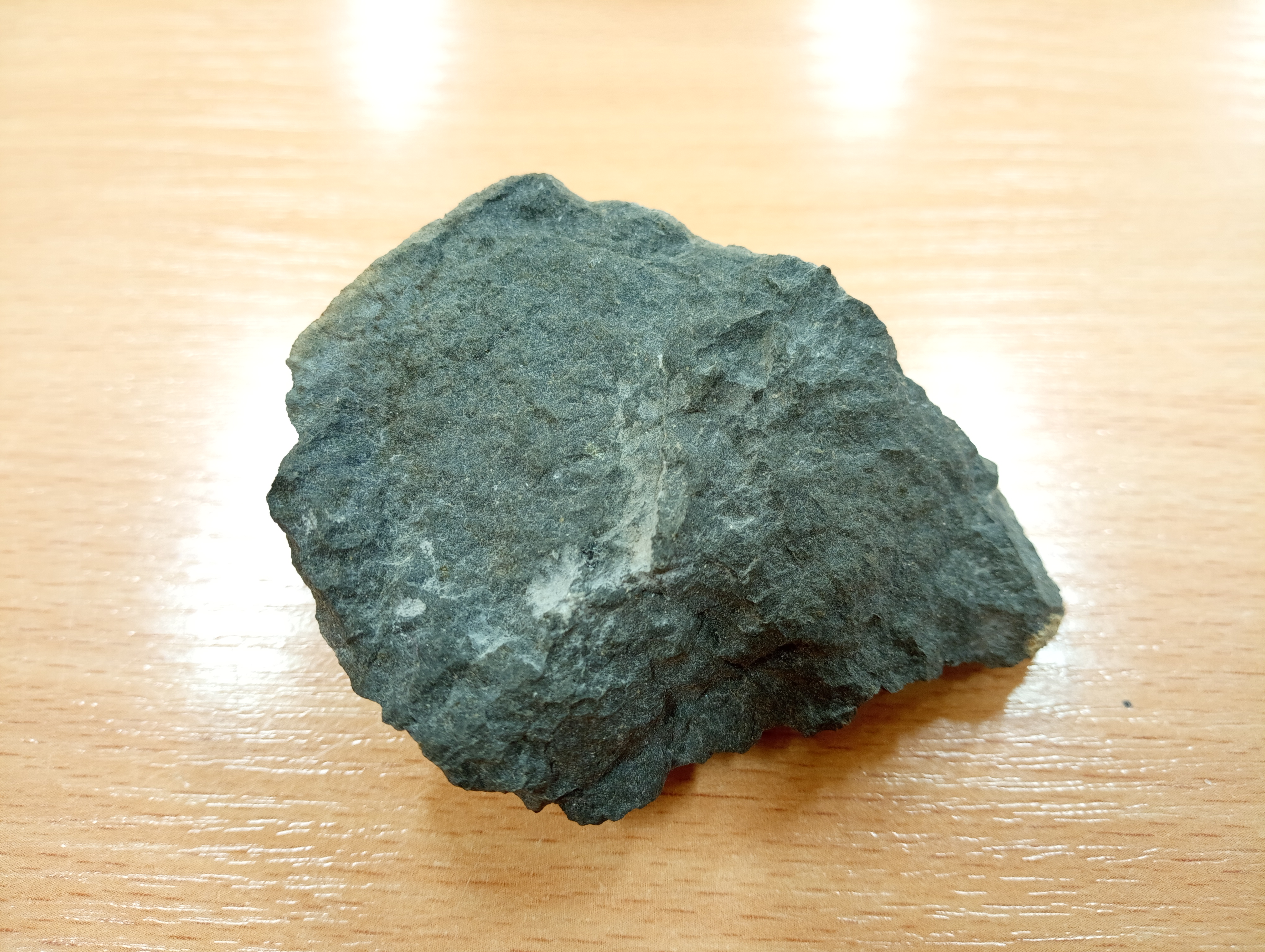
Bazanit/tefrit
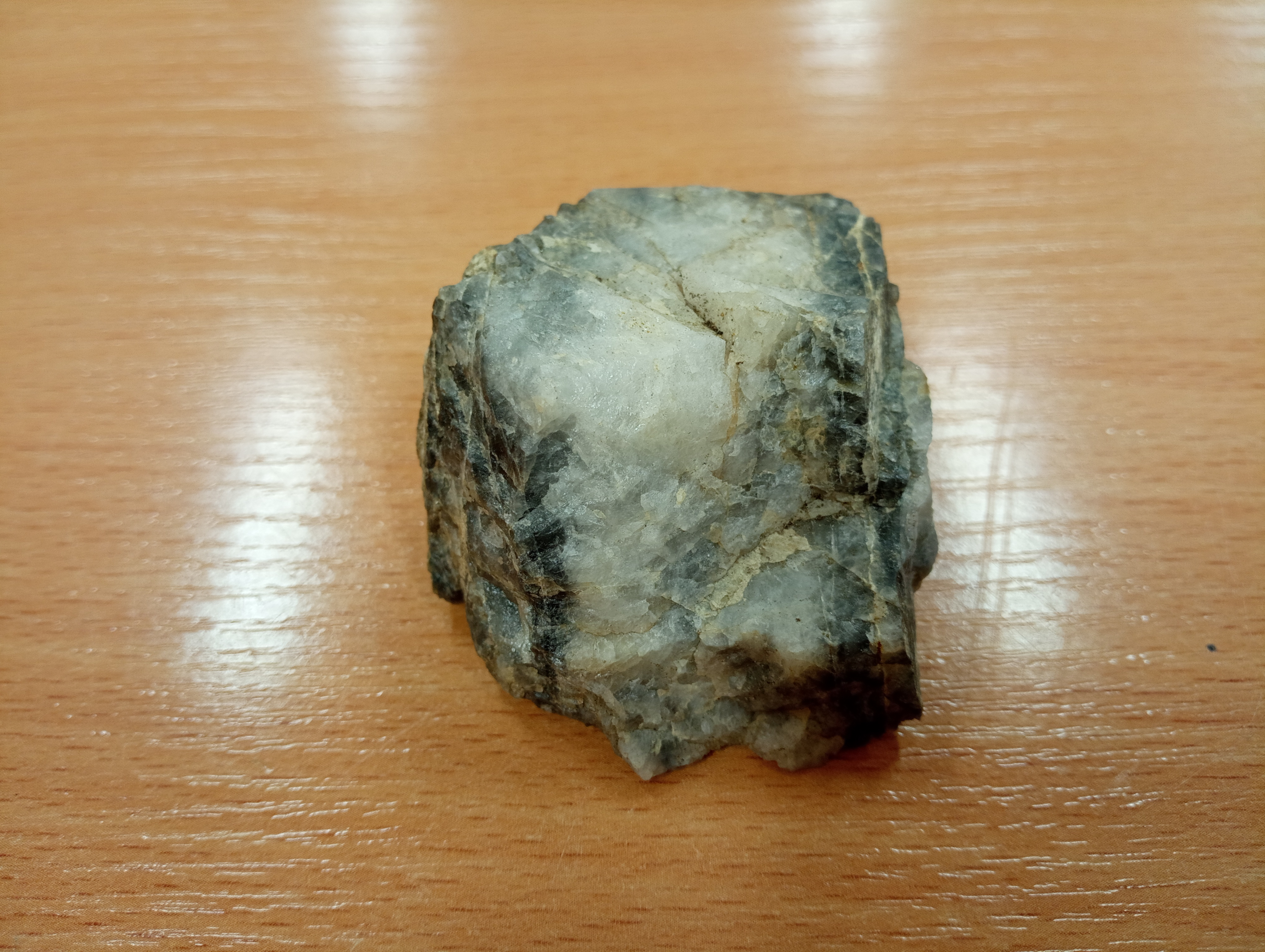
Křemen
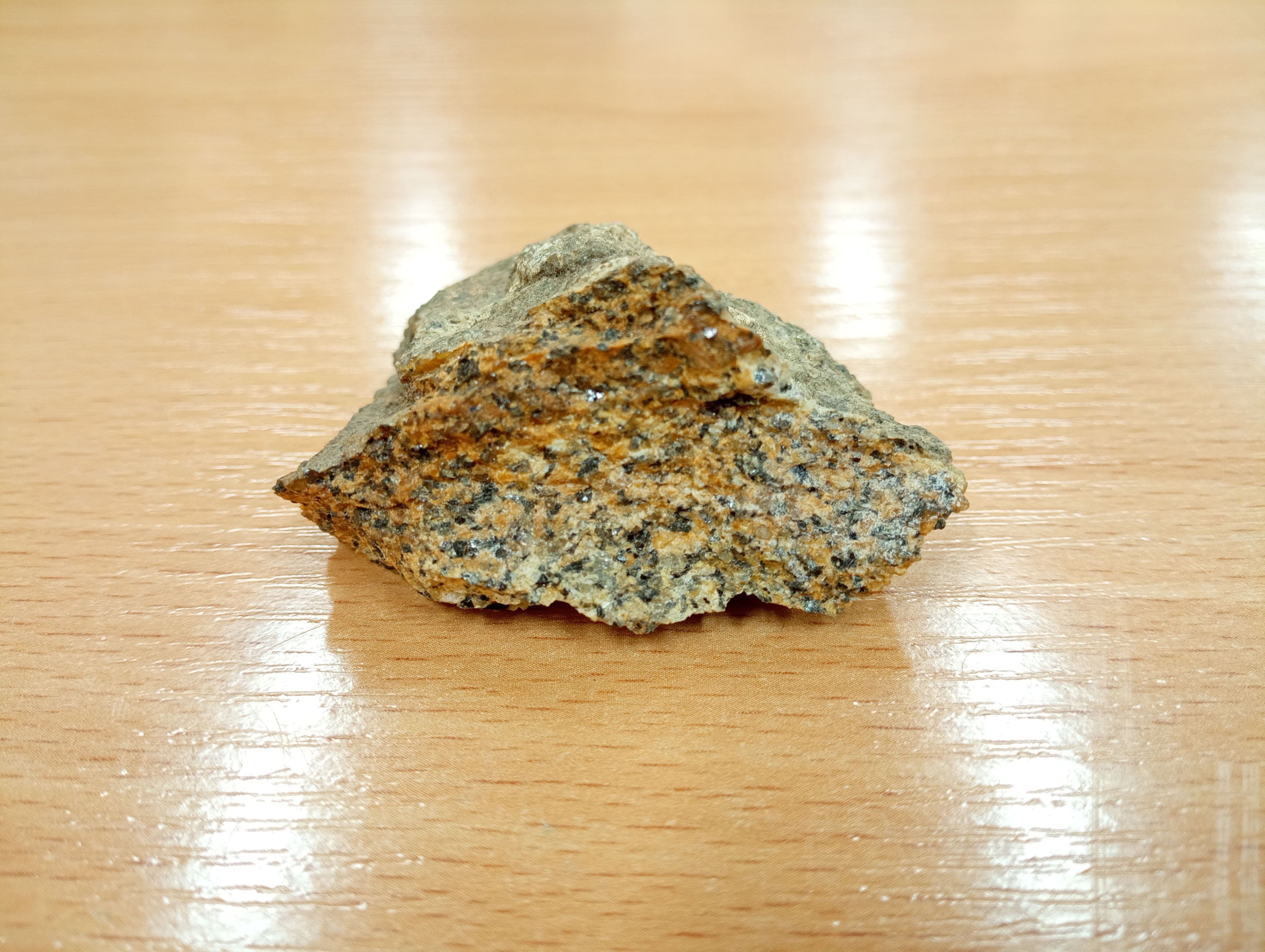
Granodiorit